# Michael Stich
Michael Detlef Stich (ur. 18 października 1968 w Pinnebergu) – niemiecki tenisista, zwycięzca Wimbledonu 1991 w grze pojedynczej i Wimbledonu 1992 w grze podwójnej, złoty medalista gry podwójnej igrzysk olimpijskich w Barcelonie (1992), zdobywca Pucharu Davisa.

## Kariera tenisowa
Jako zawodowy tenisista Stich występował w latach 1988–1997.
W grze pojedynczej wygrał 18 turniejów rangi ATP World Tour, w tym w 1991 roku Wimbledon. W finale pokonał Borisa Beckera 6:4, 7:6(4), 6:4. Stich dodatkowo przegrał 13 finałów, w tym French Open 1996 i US Open 1994. We francuskiej imprezie uległ Jewgienijowi Kafielnikowowi, a w Nowym Jorku Andre Agassiemu.
W grze podwójnej Niemiec triumfował w 10 turniejach ATP World Tour oracz w 6 był finalistą. Największe deblowe sukcesy odniósł w sezonie 1992, kiedy zwyciężył w Wimbledonie i na igrzyskach olimpijskich w Barcelonie. Podczas Wimbledonu grał w parze z Johnem McEnroe, w finale eliminując 5:7, 7:6(5), 3:6, 7:6(5), 19:17 Jima Grabba i Richeya Reneberga. W Barcelonie startował razem z Borisem Beckerem w finale wygrywając 7:6(5), 4:6, 7:6(5), 6:3 z Wayne’em Ferreirą i Pietem Norvalem.
W sezonie 1993 Stich razem z reprezentacją Niemiec zdobył Puchar Davisa. Uczestniczył we wszystkich rundach turnieju, przegrywając 1 mecz z 12 rozegranych. W finale Niemcy 4:1 pokonali Australię, a 3 pkt. dla zespołu wywalczył Stich, w singlu po zwycięstwach nad Jasonem Stoltenbergiem i Richardem Frombergiem oraz w deblu nad Toddem Woodbridge’em i Markiem Woodforde’em. Partnerem Sticha w tym meczu był Patrik Kühnen.
Dnia 22 lipca 2018 Stich został uhonorowany miejscem w Międzynarodowej Tenisowej Galerii Sławy.
Najwyżej w rankingu ATP World Tour singlistów zajmował 2. miejsce (22 listopada 1993), a w rankingu deblistów 9. miejsce (22 marca 1991).

### Finały w turniejach ATP World Tour
| Legenda                                      |
| -------------------------------------------- |
| Wielki Szlem                                 |
| Igrzyska olimpijskie                         |
| Tennis Masters Cup / ATP Finals              |
| ATP Masters Series / ATP Tour Masters 1000   |
| ATP International Series Gold / ATP Tour 500 |
| ATP International Series / ATP Tour 250      |

#### Gra pojedyncza (18–13)
| Końcowy wynik | Nr  | Data                 | Turniej            | Nawierzchnia    | Przeciwnik            | Wynik finału                  |
| ------------- | --- | -------------------- | ------------------ | --------------- | --------------------- | ----------------------------- |
| Zwycięzca     | 1.  | 4 marca 1990         | Memphis            | Twarda (hala)   | Wally Masur           | 6:7, 6:4, 7:6                 |
| Finalista     | 1.  | 6 stycznia 1991      | Adelaide           | Twarda          | Nicklas Kulti         | 3:6, 6:1, 2:6                 |
| Finalista     | 2.  | 13 stycznia 1991     | Sydney             | Twarda          | Guy Forget            | 3:6, 4:6                      |
| Finalista     | 3.  | 24 lutego 1991       | Memphis            | Twarda (hala)   | Ivan Lendl            | 5:7, 3:6                      |
| Zwycięzca     | 2.  | 7 lipca 1991         | Wimbledon, Londyn  | Trawiasta       | Boris Becker          | 6:4, 7:6(4), 6:4              |
| Zwycięzca     | 3.  | 21 lipca 1991        | Stuttgart          | Ceglana         | Alberto Mancini       | 1:6, 7:6(9), 6:4, 6:2         |
| Zwycięzca     | 4.  | 25 sierpnia 1991     | Schenectady        | Twarda          | Emilio Sánchez        | 6:2, 6:4                      |
| Zwycięzca     | 5.  | 20 października 1991 | Wiedeń             | Dywanowa (hala) | Jan Siemerink         | 6:4, 6:4, 6:4                 |
| Finalista     | 4.  | 10 maja 1992         | Hamburg            | Ceglana         | Stefan Edberg         | 7:5, 4:6, 1:6                 |
| Zwycięzca     | 6.  | 14 czerwca 1992      | Rosmalen           | Trawiasta       | Jonathan Stark        | 6:4, 7:5                      |
| Zwycięzca     | 7.  | 13 grudnia 1992      | Monachium          | Dywanowa (hala) | Michael Chang         | 6:2, 6:3, 6:2                 |
| Zwycięzca     | 8.  | 21 lutego 1993       | Stuttgart          | Dywanowa (hala) | Richard Krajicek      | 4:6, 7:5, 7:6(4), 3:6, 7:5    |
| Finalista     | 5.  | 2 maja 1993          | Monachium          | Ceglana         | Ivan Lendl            | 6:7(2), 3:6                   |
| Zwycięzca     | 9.  | 9 maja 1993          | Hamburg            | Ceglana         | Andriej Czerkasow     | 6:3, 6:7(1), 7:6(7), 6:4      |
| Zwycięzca     | 10. | 13 czerwca 1993      | Londyn             | Trawiasta       | Wayne Ferreira        | 6:3, 6:4                      |
| Finalista     | 6.  | 25 lipca 1993        | Stuttgart          | Ceglana         | Magnus Gustafsson     | 3:6, 4:6, 6:3, 6:4, 4:6       |
| Zwycięzca     | 11. | 3 października 1993  | Bazylea            | Twarda (hala)   | Stefan Edberg         | 6:4, 6:7(5), 6:3, 6:2         |
| Zwycięzca     | 12. | 31 października 1993 | Sztokholm          | Dywanowa (hala) | Goran Ivanišević      | 4:6, 7:6(6), 7:6(3), 6:2      |
| Zwycięzca     | 13. | 21 listopada 1993    | Frankfurt          | Dywanowa (hala) | Pete Sampras          | 7:6(3), 2:6, 7:6(7), 6:2      |
| Finalista     | 7.  | 12 grudnia 1993      | Monachium          | Dywanowa (hala) | Petr Korda            | 6:2, 4:6, 6:7, 6:2, 9:11      |
| Zwycięzca     | 14. | 27 lutego 1994       | Rotterdam          | Dywanowa (hala) | Wayne Ferreira        | 4:6, 6:3, 6:0                 |
| Zwycięzca     | 15. | 1 maja 1994          | Monachium          | Ceglana         | Petr Korda            | 6:2, 2:6, 6:3                 |
| Zwycięzca     | 16. | 19 czerwca 1994      | Halle              | Trawiasta       | Magnus Larsson        | 6:4, 4:6, 6:3                 |
| Finalista     | 8.  | 11 września 1994     | US Open, Nowy Jork | Twarda          | Andre Agassi          | 1:6, 6:7(5), 5:7              |
| Finalista     | 9.  | 23 października 1994 | Wiedeń             | Dywanowa (hala) | Andre Agassi          | 6:7(4), 6:4, 2:6, 3:6         |
| Finalista     | 10. | 26 lutego 1995       | Stuttgart          | Dywanowa (hala) | Richard Krajicek      | 6:7(4), 3:6, 7:6(6), 6:1, 3:6 |
| Finalista     | 11. | 7 maja 1995          | Monachium          | Ceglana         | Wayne Ferreira        | 5:7, 6:7(6)                   |
| Finalista     | 12. | 25 czerwca 1995      | Halle              | Trawiasta       | Marc Rosset           | 6:3, 6:7(11), 6:7(8)          |
| Zwycięzca     | 17. | 6 sierpnia 1995      | Los Angeles        | Twarda          | Thomas Enqvist        | 6:7(7), 7:6(4), 6:2           |
| Zwycięzca     | 18. | 25 lutego 1996       | Antwerpia          | Dywanowa (hala) | Goran Ivanišević      | 6:3, 6:2, 7:6(5)              |
| Finalista     | 13. | 9 czerwca 1996       | French Open, Paryż | Ceglana         | Jewgienij Kafielnikow | 6:7(4), 5:7, 6:7(4)           |

#### Gra podwójna (10–6)
| Końcowy wynik | Nr  | Data                 | Turniej           | Nawierzchnia    | Partner         | Przeciwnicy                     | Wynik finału              |
| ------------- | --- | -------------------- | ----------------- | --------------- | --------------- | ------------------------------- | ------------------------- |
| Zwycięzca     | 1.  | 8 października 1989  | Bazylea           | Twarda (hala)   | Udo Riglewski   | Omar Camporese Claudio Mezzadri | 6:3, 4:6, 6:0             |
| Finalista     | 1.  | 4 marca 1990         | Memphis           | Twarda (hala)   | Udo Riglewski   | Darren Cahill Mark Kratzmann    | 5:7, 2:6                  |
| Zwycięzca     | 2.  | 6 maja 1990          | Monachium         | Ceglana         | Udo Riglewski   | Petr Korda Tomáš Šmíd           | 6:1, 6:4                  |
| Finalista     | 2.  | 13 maja 1990         | Hamburg           | Ceglana         | Udo Riglewski   | Sergi Bruguera Jim Courier      | 6:7, 2:6                  |
| Zwycięzca     | 3.  | 17 czerwca 1990      | Rosmalen          | Trawiasta       | Jakob Hlasek    | Jim Grabb Patrick McEnroe       | 7:6, 6:3                  |
| Finalista     | 3.  | 26 sierpnia 1990     | Long Island       | Twarda          | Udo Riglewski   | Guy Forget Jakob Hlasek         | 6:2, 3:6, 4:6             |
| Zwycięzca     | 4.  | 21 października 1990 | Wiedeń            | Dywanowa (hala) | Udo Riglewski   | Jorge Lozano Todd Witsken       | 6:4, 6:4                  |
| Finalista     | 4.  | 17 lutego 1991       | Filadelfia        | Dywanowa (hala) | Udo Riglewski   | Rick Leach Jim Pugh             | 4:6, 4:6                  |
| Zwycięzca     | 5.  | 24 lutego 1991       | Memphis           | Twarda (hala)   | Udo Riglewski   | John Fitzgerald Laurie Warder   | 7:5, 6:3                  |
| Zwycięzca     | 6.  | 26 kwietnia 1992     | Monte Carlo       | Ceglana         | Boris Becker    | Petr Korda Karel Nováček        | 6:4, 6:4                  |
| Finalista     | 5.  | 11 maja 1992         | Hamburg           | Ceglana         | Carl-Uwe Steeb  | Sergio Casal Emilio Sánchez     | 6:4, 7:6                  |
| Finalista     | 6.  | 14 czerwca 1992      | Rosmalen          | Trawiasta       | John McEnroe    | Jim Grabb Richey Reneberg       | 6:4, 6:7, 6:4             |
| Zwycięzca     | 7.  | 4 lipca 1992         | Wimbledon, Londyn | Trawiasta       | John McEnroe    | Jim Grabb Richey Reneberg       | 5:7, 7:6, 3:6, 7:6, 19:17 |
| Zwycięzca     | 8.  | 8 sierpnia 1992      | Barcelona         | Ceglana         | Boris Becker    | Wayne Ferreira Piet Norval      | 7:6(5), 4:6, 7:6(5), 6:3  |
| Zwycięzca     | 9.  | 8 sierpnia 1993      | Los Angeles       | Twarda          | Wayne Ferreira  | Grant Connell Scott Davis       | 7:6, 7:6                  |
| Zwycięzca     | 10. | 15 czerwca 1997      | Halle             | Trawiasta       | Karsten Braasch | David Adams Marius Barnard      | 7:6, 6:3                  |